# Bob Bartholomew (Basketballspieler)
Bob Bartholomew ist ein ehemaliger US-amerikanischer Basketballspieler.

## Leben
Bartholomew spielte an der Kearny High School in Kalifornien und von 1977 bis 1981 für die Mannschaft der University of San Diego in der NCAA. In dieser Zeit erzielte der 2,03 Meter große Flügelspieler 1394 Punkte und belegte damit 1981, als er die Mannschaft verließ, auf dem zweiten Rang der ewigen Korbjägerliste der Hochschulmannschaft. Dieselbe Platzierung nahm er in der Rebounds-Kategorie gemeinsam mit „Pinky“ Smith ein, nachdem beide für San Diego 797 vom Korb abprallende Bälle gesichert hatten. In den Spielzeiten 1978/79, 1979/80 sowie 1980/81 führte Bartholomew die Mannschaft jeweils als bester Korbschütze an, sein bester Saisonschnitt waren 15,4 Punkte je Begegnung (erzielt 1979/80). Beim Draftverfahren der NBA im Jahr 1981 sicherten sich die San Antonio Spurs in der achten Auswahlrunde die Rechte an Bartholomew. Er spielte letztlich aber nie in der NBA, sondern ging zur Saison 1981/82 nach Deutschland, wo er für den MTV Wolfenbüttel in der Basketball-Bundesliga auflief.